# Lac Cholila
Le lac Cholila, en espagnol : lago Cholila,  est un lac situé dans la province argentine de Chubut, en Patagonie. Il fait partie du système du lac Futalaufquen qu'il contribue à alimenter de ses eaux en ce sens que son émissaire est l'un des affluents du lac Rivadavia qui lui-même va alimenter le lac Futalaufquen via le río Rivadavia. L'émissaire final de cette série de lacs est le río Futaleufú.

## Situation géographique
Il est situé au nord du parc national Los Alerces, hors du territoire de ce dernier. Il est d'origine glaciaire, et occupe l'ancien lit d'un glacier disparu à la fin de la dernière glaciation.  

## Description
- Sa surface se trouve à une altitude de 540 mètres.
- Sa superficie est de 17 500 000 m2 soit 17,5 km2 (les deux tiers du lac d'Annecy en France).
- Sa profondeur moyenne est de 48,5 mètres.
- Sa profondeur maximale est de 108 mètres.
- Le volume d'eau contenu est de 850 millions de tonnes.
- La longueur de ses rives est de 31 kilomètres.
- Le temps de résidence des eaux est de 0,52 an.
- Son émissaire, le río Carrileufú, a un débit de plus ou moins 15 mètres cubes par seconde à la sortie du lac.